# The Criminal Under My Own Hat
The Criminal Under My Own Hat è un album in studio di T Bone Burnett pubblicato nel 1992. Ha ricevuto una nomination ai Grammy Award come miglior album folk contemporaneo.

## Recensioni
Il critico musicale Mark Deming di AllMusic ha detto che l'album è stato "senza dubbio l'album più forte di T-Bone Burnett dai tempi di Proof Through the Night, e una rara sorpresa per i fan della musica attenti".

## Tracce
1. Over You – 2:20
2. Tear This Building Down – 4:37
3. It's Not Too Late – 4:26
4. Humans from Earth – 2:48
5. Primitives – 3:15
6. Criminals – 3:44
7. Every Little Thing (Burnette, Neuwirth) – 2:53
8. I Can Explain Everything – 1:53
9. Any Time at All – 3:03
10. I Can Explain Everything (Reprise) – 3:19
11. The Long Time Now (Burnett, Neuwirth) – 3:00
12. Kill Switch – 2:55